# Salem (Oklahoma)
Salem es un lugar designado por el censo ubicado en el condado de Adair en el estado estadounidense de Oklahoma. En el Censo de 2010 tenía una población de 112 habitantes y una densidad poblacional de 20,85 personas por km².

## Geografía
Salem se encuentra ubicado en las coordenadas 35°45′54″N 94°34′30″O / 35.76500, -94.57500. Según la Oficina del Censo de los Estados Unidos, Salem tiene una superficie total de 8.65 km², de la cual 8.64 km² corresponden a tierra firme y (0.06%) 0.01 km² es agua.

## Demografía
Según el censo de 2010, había 112 personas residiendo en Salem. La densidad de población era de 20,85 hab./km². De los 112 habitantes, Salem estaba compuesto por el 53.57% blancos, el 0.89% eran afroamericanos, el 43.75% eran amerindios, el 0% eran asiáticos, el 0% eran isleños del Pacífico, el 0% eran de otras razas y el 1.79% pertenecían a dos o más razas. Del total de la población el 0% eran hispanos o latinos de cualquier raza.